# Breaker (Album)
Breaker ist das dritte Album der Heavy-Metal-Band Accept.

## Entstehung
Das Album wurde erneut im Delta-Studio in Wilster mit der Produktion von Dirk Steffens aufgenommen. Es war das erste Accept-Album, an dem Michael Wagener mitgearbeitet hat. Bassist Peter Baltes singt den Leadgesang bei Breaking Up Again. Der Album-Titel wurde später der Name von Udo Dirkschneiders eigener Plattenfirma, Breaker Records. Alle Kompositionen sind von Accept geschrieben worden.

## Rezeption
Das Magazin Rock Hard setzte Breaker auf den 135. Platz seiner 500 Titel zählenden Bestenliste. Götz Kühnemund schrieb, die Band habe damit „neue Maßstäbe in puncto Härte“ gesetzt. Man habe niemals zuvor „derart schneidende Gitarren gehört“, auch nicht bei Iron Maiden, Judas Priest oder Motörhead. Auch die Stimme Dirkschneiders sei einzigartig gewesen. Auf dem Album sei „kein einziger schwacher Song“.

## Zensur
Die Japan-, US- und UK-Veröffentlichungen des Albums (durch Polystar, Passport und Castle Classics) enthalten eine zensierte Version des Songs Son of a Bitch, bei welchem die Lyrics des Songs durch weniger anstößige ersetzt wurden (Refrain: Born to be whipped).

## Titelliste
1. Starlight – 3:52
2. Breaker – 3:35
3. Run If You Can – 4:49
4. Can’t Stand the Night – 5:23
5. Son of a Bitch – 3:52
6. Burning – 5:14
7. Feelings – 4:48
8. Midnight Highway – 3:58
9. Breaking Up Again – 4:37
10. Down and Out – 3:44

## Besetzung
- Udo Dirkschneider: Gesang
- Wolf Hoffmann: Gitarre
- Jörg Fischer: Gitarre
- Peter Baltes: Bassgitarre & Gesang
- Stefan Kaufmann: Schlagzeug